# Caleschara denticulata
Caleschara denticulata is een mosdiertjessoort uit de familie van de Calescharidae. De wetenschappelijke naam van de soort is, als Eschara denticulata, voor het eerst geldig gepubliceerd in 1869 door MacGillivray.